# Watzendorfer Bach
Der Watzendorfer Bach ist ein 5,3 km langer Bach, der in Bertholdsdorf im Landkreis Ansbach von rechts in die Aurach mündet. 

## Verlauf
Die Quelle des Watzendorfer Bachs liegt auf der Flur Fürschlag unmittelbar südlich des Neuendettelsauer Gewerbegebietes. Nach 250 Metern ostsüdöstlicher Fließrichtung speist er einen Weiher und fließt danach in östlicher Richtung weiter unmittelbar nördlich an Reuth vorbei. Dabei passiert er unterirdisch die Staatsstraße 2410 und erreicht – ohne die Fließrichtung zu ändern – Watzendorf. Hier verläuft er 200 Meter lang verdohlt unterirdisch, nimmt einen 2,1 km langen rechten Zufluss auf, und fließt weiter nach Bertholdsdorf, wo er teilweise verdohlt die Aurach erreicht und in sie als rechter Zufluss mündet. Der Watzendorfer Bach ist insgesamt stark begradigt. In der Bayerischen Uraufnahme wurde er nicht verzeichnet.

### BayernAtlas („BA“)
Amtliche Online-Gewässerkarte mit passendem Ausschnitt und den hier benutzten Layern: Lauf und Einzugsgebiet des Watzendorfer Bachs

Allgemeiner Einstieg ohne Voreinstellungen und Layer: BayernAtlas der Bayerischen Staatsregierung (Hinweise)
1. 1 2  Höhe abgefragt auf dem Hintergrundlayer Amtliche Karte (Rechtsklick).
2. ↑  Länge abgemessen auf dem Hintergrundlayer Amtliche Karte.
3. ↑  Einzugsgebiet abgemessen auf dem Hintergrundlayer Amtliche Karte.